# ジョン・スコット (ロクスバラシャー選挙区の庶民院議員)

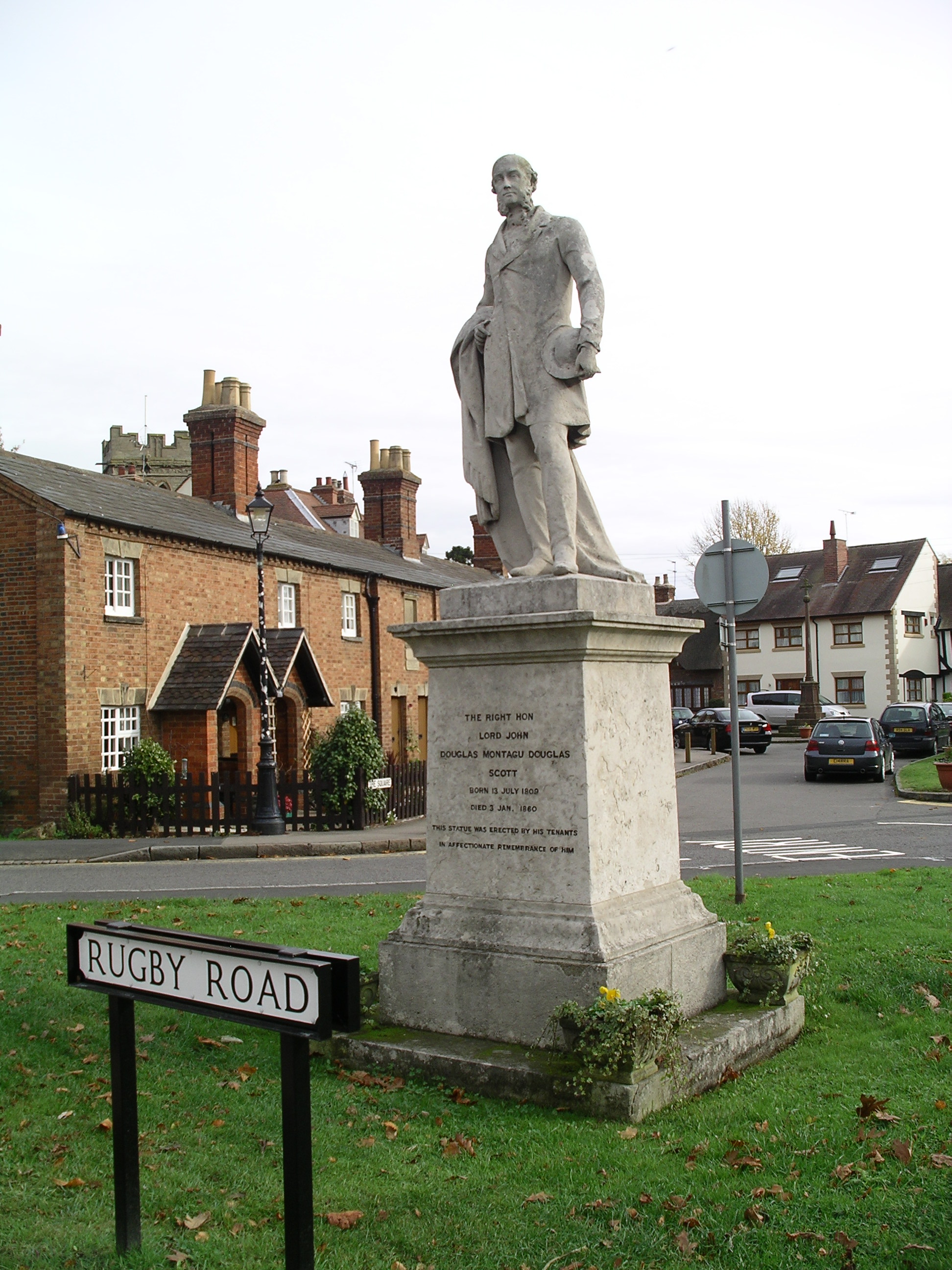
ダンチャーチにあるジョン・スコット卿像。ジョセフ・ダラム作、1867年。写真は2009年撮影。

ジョン・ダグラス・モンタギュー・ダグラス・スコット卿（英語: Lord John Douglas Montagu Douglas Scott、1809年7月13日 – 1860年1月3日）は、イギリスの政治家。1835年から1837年まで庶民院議員を務めた。

## 生涯
第4代バクルー公爵チャールズ・モンタギュー＝スコットと妻ハリエット・キャサリン（Harriet Katherine、旧姓タウンゼンド（Townshend）、1814年8月24日没、初代シドニー子爵トマス・タウンゼンドの娘）の三男として、1809年7月13日にダルキース・ハウスで生まれた。
少尉としてグレナディアガーズに入隊した後、1831年2月8日にLieutenant and Captainへの昇進を購入した。
1832年イギリス総選挙でトーリー党候補としてロクスバラシャー選挙区から出馬したが、得票数2位（532票）でホイッグ党候補のジョージ・エリオット（624票）に敗れた。1835年イギリス総選挙ではトーリー党の後継政党である保守党候補として出馬、今度は757票でエリオット（681票）を破った。1837年イギリス総選挙で出馬せず、議員を退任した。
1860年1月3日にラグビーにあるコーストン・ロッジ（Cawston Lodge）で死去した。
ラグビー近くのダンチャーチではスコットの像があり、少なくとも1980年代以降のクリスマスでは毎年のようにいたずらされ、ハリー・ポッター、スパイダーマン、バート・シンプソンなどのキャラクターに着飾られた。

## 私生活

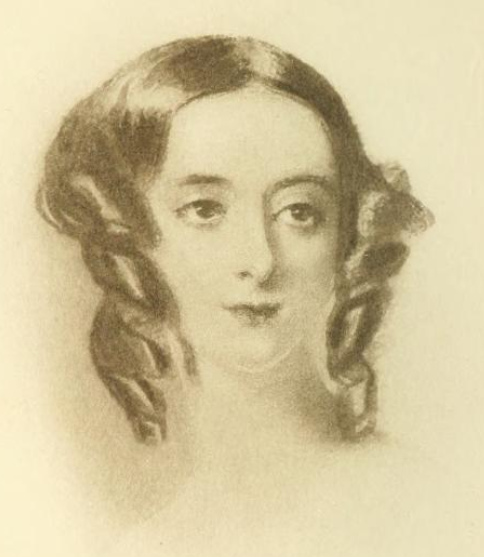
アリシア・アン・スポッティスウッド、1839年。

1836年3月16日、アリシア・アン・スポッティスウッド（1810年6月24日 – 1900年3月12日、ジョン・スポッティスウッドの娘）と結婚したが、2人の間に子供はいなかった。私生活では釣り、スポーツハンティング、ヨットを好み、妻と趣味が合ったという。
地主としては模範的だったと評された。